# Puchar Polski w piłce siatkowej mężczyzn (2002/2003)
Puchar Polski w piłce siatkowej mężczyzn 2002/2003 – 46. sezon rozgrywek o siatkarski Puchar Polski, rozgrywany od 1932 roku.

## Rozgrywki

### Półfinał
| Data       | Drużyna 1                | Wynik | Drużyna 2                        | Sety                              |
| ---------- | ------------------------ | ----- | -------------------------------- | --------------------------------- |
| 03.01.2003 | Morze Szczecin           | 3:2   | Mostostal-Azoty Kędzierzyn-Koźle | 25:22, 25:17, 18:25, 15:25, 15:13 |
| 03.01.2003 | Polska Energia Sosnowiec | 3:2   | Galaxia AZS Częstochowa          | 20:25, 25:23, 16:25, 25:23, 15:12 |

### Finał
| Data       | Drużyna 1                | Wynik | Drużyna 2      | Sety                |
| ---------- | ------------------------ | ----- | -------------- | ------------------- |
| 04.01.2003 | Polska Energia Sosnowiec | 3:0   | Morze Szczecin | 25:14, 25:21, 25:17 |

## Klasyfikacja końcowa
| Miejsce | Drużyna                          |
| ------- | -------------------------------- |
| 1.      | Polska Energia Sosnowiec         |
| 2.      | Morze Szczecin                   |
| 3-4.    | Galaxia Pamapol AZS Częstochowa  |
| 3-4.    | Mostostal-Azoty Kędzierzyn-Koźle |